# Atletica leggera ai Giochi della XXVIII Olimpiade - 200 metri piani maschili

Video della Finale dei Trials USA

Video della Finale

I 200 metri piani hanno fatto parte del programma di atletica leggera maschile ai Giochi della XXVIII Olimpiade. La competizione si è svolta dal 24 al 26 agosto allo Stadio Olimpico di Atene. Vi hanno preso parte 55 atleti.

## Presenze ed assenze dei campioni in carica
| Competizione         | Atleta                | Prestazione | Atene 2004   |
| -------------------- | --------------------- | ----------- | ------------ |
| Olimpiadi 2000       | Kōnstantinos Kenterīs | 20”09       | Assente      |
| Commonwealth 2002    | Frankie Fredericks    | 20”06       | Presente     |
| Europei 2002         | Kōnstantinos Kenterīs | 19”85       | Assente      |
| Coppa del mondo 2002 | Francis Obikwelu      | 20”18       | Presente     |
| Asiatici 2002        | Shingo Suetsugu       | 20”38       | Solo 100 m   |
| Panamericani 2003    | Kenneth Brokenburr    | 20”42       | Non qual.    |
| Africani 2003        | Uchenna Emedolu       | 20”42       | Solo 100 m   |
| Mondiali 2003        | John Capel            | 20”30       | 6° ai Trials |
|                      |                       |             |              |
| Mondiali junior 2000 | Paul Gorries          | 20”64       | Assente      |

1. ↑  Il campione olimpico si rese introvabile nei giorni immediatamente precedenti l'inizio delle gare. Asserì di essere stato coinvolto in un incidente, assieme alla velocista Aikaterinī Thanou, e di essere finito in ospedale. Era iscritto ai 200 metri, ma non fu ammesso alla competizione.
2. ↑  Sotto la bandiera della Nigeria.

## La gara
Il giovane Usain Bolt, appena diciottenne ma con un personale di 19"93, esce al primo turno sprecando la sua prima occasione olimpica.

Il primo a scendere sotto i 20" è Shawn Crawford nei Quarti (19"95).

Crawford vince anche la prima semifinale in 20"05; nella seconda prevale il connazionale Justin Gatlin in un comodo 20"35.

Il pubblico accoglie i finalisti con i fischi in segno di disapprovazione per l'assenza di Kōnstantinos Kenterīs, eroe nazionale e campione uscente nella specialità. Le intemperanze degli spettatori fanno ritardare di diversi minuti la partenza. Preso forse dal nervosismo, Stéphan Buckland commette una falsa partenza. Al secondo sparo scatta meglio di tutti Gatlin, che dà la sensazione di poter realizzare la doppietta, dopo la vittoria sui 100. Ma nel rettilineo viene fuori Shawn Crawford, che lo raggiunge e vince di 2 metri. Gatlin viene superato nel finale anche da Bernard Williams, che lo batte di 2 centesimi per l'argento.

Frank Fredericks, a 37 anni, riesce a sprintare per il quarto posto contro Francis Obikwelu, di 11 anni più giovane. Il suo 20"14 è il miglior tempo mai realizzato da un Master.
Era da Los Angeles 1984 che gli Stati Uniti non facevano tripletta sui 200 metri.

La combinazione 9"89/19"79 sui 100 e 200 m di Shawn Crawford è la seconda migliore della storia olimpica, dopo il 9"89/19"68 di Frank Fredericks ad Atlanta 1996.

## Risultati

### Turni eliminatori
| 7 Batterie         | 24 agosto | 55 partenti   | Si qualificano i primi 4 più i 4 migliori tempi. |
| 4 Quarti di finale | 24 agosto | 8 + 8 + 8 +8  | Si qualificano i primi 3 più i 4 migliori tempi. |
| 2 Semifinali       | 25 agosto | 8 + 8         | Si qualificano i primi 4.                        |
| Finale             | 26 agosto | 8 concorrenti |                                                  |

### Finale
Stadio olimpico, giovedì 26 agosto, ore 22:50.
| Primatista mondiale   | 19"32 | Michael Johnson | Rit. 2001 |
| Primatista stagionale | 19"88 | Shawn Crawford  | Presente  |

1. ↑  Record stabilito nel 1996.
2. ↑  Alla data del 1º agosto 2004.

| Posizione   | Atleta           | Nazionalità | Tempo |
| ----------- | ---------------- | ----------- | ----- |
|             | Shawn Crawford   | Stati Uniti | 19"79 |
|             | Bernard Williams | Stati Uniti | 20"01 |
|             | Justin Gatlin    | Stati Uniti | 20"03 |
| 4           | Frank Fredericks | Namibia     | 20"14 |
| 5           | Francis Obikwelu | Portogallo  | 20"14 |
| 6           | Stéphan Buckland | Mauritius   | 20"24 |
| 7           | Tobias Unger     | Germania    | 20"64 |
| Non partito | Asafa Powell     | Giamaica    |       |